# José Rogel
José Cayetano Rogel (Orihuela, 24 de diciembre de 1829 - Cartagena, 26 de enero de 1901) fue un compositor español de zarzuela, que colaboró en los populares «Bufos madrileños», que siguiendo el modelo francés puso en marcha en la capital española Francisco Arderíus.

## Biografía
Fue un niño prodigio que a los nueve años ya era capaz de componer e interpretar algunas obras. Mientras estudiaba Bachillerato fue nombrado director de la Banda Popular de Orihuela. Siendo joven se trasladó a Valencia, donde permanecería 6 años, para cursar la carrera de Derecho, mientras seguía perfeccionando sus conocimientos musicales de la mano de Pasqual Pérez, organista de la Catedral de Valencia, y se iniciaba en la composición de obras religiosas y profanas. Posteriormente se trasladó a Madrid en busca de un mayor campo de actividad musical. Inicialmente se dedicó a dar clases particulares de canto y piano y a hacer reducciones de obras ajenas para piano, algunas de ellas zarzuelas.
En 1854 estrenó en el Teatro de la Zarzuela su primera obra, una Loa a la libertad. Su primera zarzuela fue Las garras del diablo. Pero lo que resultaría determinante en su carrera fue el encuentro con Francisco Arderíus. Este empresario, impresionado por el éxito y el esplendor de los Bouffes de París, animados por la pluma de Jacques Offenbach y sus operetes decidió formar una compañía en Madrid que siguiera los esquemas del satírico género parisiense. En 1866 se presentó la Compañía de los Bufos Madrileños con una serie de obras encabezadas por El joven Telémaco, de José Rogel. 
Esta obra, que inauguró el género soplo a la zarzuela, ha quedado como prototipo de sus elementos constitutivos: el argumento clásico o mitológico con referencias a la actualidad, el carácter cómico y satírico y el lujo y complicación de la escenografía. Se considera a Rogel como el principal compositor del género soplo, género al que también otros compositores consagrados se vieron atraídos por las importantes ganancias económicos que proporcionaba. La colaboración de Rogel y Arderíus fue intensa. Rogel era un gran trabajador, que compuso casi un centenar de zarzuelas. Sin embargo, su identificación con el género soplo provocó que, pocos años después, su popularidad desapareciera tragada por el crepúsculo del mismo género que lo había lanzado a la fama.
Entre 1880 y 1883 trabajo como director de orquesta del Teatro da Trindade en Lisboa, Portugal. 
Al final de su vida se retiró a Cartagena, dónde murió en febrero de 1901.

## Obras
(lista no completa) 
- 1854 Loa a la Libertad
- 1856 Las garras del diablo. Libreto: Enrique Pérez Escrich
- 1856 Santiaguillo. Libreto: Enrique Pérez Escrich
- 1856 Colegiala y capitán
- 1856 Soy yo. Libreto: Francisco de la Vega
- 1860 Recuerdos de gloria. Libreto: Enrique Pérez Escrich
- 1861 Los peregrinos. Libreto: Mariano Pina
- 1861 El que siembra recoge. Libreto: Enrique Pérez Escrich
- 1866 El joven Telémaco. Libreto: Enrique Pérez Escrich
- 1867 Los órganos de Móstoles. Zarzuela bufa en tres actos. Libreto: Luis Mariano de Larra. Estreno: 14 de septiembre de 1867, Teatro del Circo, Madrid.[2][3]
- 1867 Las amazonas del Tormes (zarzuela bufa). Libreto: Emilio Álvarez
- 1868 La isla de los portentos (zarzuela bufa)
- 1869 Un casamiento republicano (zarzuela bufa)
- 1869 Las tres Marías
- 1870 El rey Midas. Libreto: Ricardo Puente
- 1871 Canto de ángeles. Libreto: Ricardo Puente
- 1873 La Creación
- 1874 Don Pompeyo en Carnaval
- 1875 El cuento de hadas. Libreto: Luis Mariano de Larra
- 1877 Los órganos de Móstoles
- 1879 La vuelta al mundo, zarzuela bufa en cuatro actos. Música compuesta en colaboración con Francisco Asenjo Barbieri. Libreto: Luis Mariano de Larra